# Коттон, Мэри Энн
Мэри Энн Коттон (англ. Mary Ann Cotton), урожденная Робсон (Robson) (31 октября 1832 — 24 марта 1873) — английская серийная убийца, осужденная за убийство своего пасынка Чарльза Эдварда Коттона. Точное количество ее жертв неизвестно, вероятно, она в течение двадцати лет отравила от 15 до 21 человека, среди которых трое ее мужей, любовник, мать и одиннадцать собственных детей.

## Биография

### Ранняя жизнь
Мэри Энн Робсон родилась в 1832 году в местечке Лоу-Мурсли (англ. Low Moorsley) вблизи города Хеттон-ле-Хол на северо-востоке Англии в семье шахтера Майкла Робсона и его жены Маргарет. В 1834 году родилась еще одна дочь, Маргарет, однако она умерла спустя несколько месяцев. Ещё один ребенок, Роберт, родился в 1835 году. Мэри Энн, таким образом, была старшей из двух выживших детей.
Когда Мэри Энн было восемь, семья переехала в деревушку Мёртон в графстве Дарем. Как позже, во время суда на Мэри Энн, сообщала газета The Northern Echo, учителя в воскресной школе положительно отзывались об Мэри Энн, отмечая ее невинный нрав, аккуратность, прилежность и неизменно опрятный внешний вид.
Вскоре после переезда, в феврале 1842 года, Майкл Робсон упал в ствол шахты с высоты 46 метров и погиб. Поскольку дом, в котором жила семья, был связан с работой отца, вдову с детьми выселили. В семье, и до того бедствовавшей, наступил очень тяжелый период. Однако уже в 1843 году Маргарет Робсон снова выходит замуж, за шахтера Джорджа Стотта (1816—1895). У Мэри Энн не сложились отношения с отчимом и в 16 лет она покинула дом, чтобы работать няней в соседней деревушке Южный Хеттон. Когда через три года все дети, за которыми она присматривала, отправились на учебу в школу-интернат, Мэри Энн вернулась к матери и отчиму и обучилась на портниху.

### Первое замужество
В 1852 году, в возрасте 19-ти лет, Мэри Энн выходит замуж за шахтера по имени Уильям Моубрей. Вероятно, Мэри Энн была уже беременна на момент свадьбы, поскольку первый ребенок пары появился на свет очень скоро. Моубрей работал на строительстве железной дороги, из-за чего молодая семья часто перемещалась с места на место. В этот период один за другим рождаются четверо или пятеро детей, которые умирают в возрасте до двух лет. Для викторианской эпохи, а также учитывая бедственное положение английских шахтеров в то время, младенческая и детская смертность была очень высока —  до взрослого возраста доживала, в лучшем случае, половина детей, а две трети смертей приходились на возраст до года. Смерти детей не регистрировались, поскольку это не было обязательным до 1874 года.
Потеряв всех детей, пара вернулась в Юго-Восточную Англию, где в 1858 году у них родилась дочь Изабелла. Моубрей некоторое время работал пожарным на паровом судне, а затем снова шахтером. Рождающиеся у Мэри Энн дети продолжают умирать — две дочери, обе названные Мэри Джейн (родились соответственно в 1856 и 1861 г.) умерли в возрасте около 3-х лет, и сын Джон Роберт Уильям, родившийся в 1863 и умерший через год. Все дети умирают от таинственной «желудочной лихорадки» — неопределенного диагноза того времени, включавшего в себя такие болезни, как: брюшной тиф, холера, дизентерия или расстройство желудка (последнее особо часто наблюдалось у детей из бедных семей из-за нерегулярного кормления и раннего прикорма).
В январе 1865 года Уильям Мобрей умирает от «расстройства кишечника». Мэри Энн получает страховую выплату, равную 35 фунтам (около половины годового заработка шахтера в тот период) за мужа и два с половиной фунта за сына.

### Второе замужество
После смерти мужа Мэри Энн переезжает в городок Гавань Сиэма, где вступает в связь с местным жителем Джозефом Наттрассом. Не сумев склонить его к браку, Мэри Энн вновь переезжает, оставив единственную выжившую дочь Изабеллу на попечение своей матери и отчима. В Сандерленде Мэри Энн устраивается на работу в инфекционную больницу, где встречает одного из пациентов — инженера Джорджа Варда. В 1865 году Мэри Энн и Вард поженились, однако Мэри Энн не спешила забирать дочь в свою новую семью. Несмотря на то, что в больнице Вард прошел необходимый курс лечения, после выписки и начала жизни с Мэри Энн, его здоровье стремительно ухудшается. Он умирает в 1866 году после продолжительной болезни, сопровождавшейся параличом и хроническими проблемами с желудком. Мэри Энн унаследовала его имущество и получила солидную страховку. После смерти второго мужа она вновь сменила место жительства.

### Третье замужество
Через месяц после смерти Варда, в ноябре 1866 года, Мэри Энн устроилась няней в дом обеспеченного судомонтажника-вдовца Джеймса Робинсона. А спустя месяц после ее прихода, в декабре того же года, умирает от желудочной лихорадки один из детей Робинсона. Между убитым горем отцом и няней начинается любовная связь, и Мэри Энн вскоре беременеет. Она рассчитывала на брак с обеспеченным хозяином, однако в марте 1867 года ей пришлось уехать в родительский дом, чтобы ухаживать за больной матерью. Мать Мэри Энн умерла спустя девять дней после приезда дочери.
Со своей единственной на тот момент дочерью Изабеллой Мэри Энн возвращается в дом Робинсона, где в течение апреля в результате эпидемии желудочной лихорадки умирают двое детей Робинсона и 9-летняя Изабелла. Джеймс Робинсон не подозревал о причастности Мэри Энн и даже прервал положенный в те времена траур, чтобы жениться на ней. Свадьба состоялась в начале августа, а в конце ноября родился ребенок пары — дочь Мэри Изабелла, которая умирает в марте 1868 года, не дожив до полугода. Таким образом, за полтора года после прибытия Мэри Энн в доме от желудочной лихорадки умерли пять детей.
Вскоре у Робинсона появляются первые подозрения в отношении новой жены — она постоянно требовала денег, брала в долг без его ведома и даже заставляла оставшихся в живых детей Робинсона закладывать и продавать ценности из дома и вещи их покойной матери. Взбешенный Робинсон выгнал жену на улицу вместе с их вторым ребенком — новорожденной дочерью. Проскитавшись какое-то время, Мэри Энн оставила ребенка у своих знакомых и больше за ней не вернулась. В начале 1870 года дочь была возвращена отцу.

### Четвертое замужество
В 1870 году старая подруга Мэри Энн, Маргарет Коттон, познакомила ее со своим братом Фредериком Коттоном, вдовцом с двумя детьми, Фредериком-младшим и Чарльзом Эдвардом. Маргарет помогала брату, заботясь о своих племянниках, однако вскоре она заболела и в конце марта 1870 года умерла от болезни живота. Мэри Энн и Фредерик поженились в сентябре того же года, несмотря на то, что Мэри Энн была замужем за Робинсоном, двоемужество сурово каралось законом. Мэри Энн застраховала жизнь мужа и двоих своих пасынков. Как и в случае с Робинсоном, Мэри Энн была беременна на момент свадьбы, ее первый ребенок, сын Роберт, родился спустя три месяца после свадьбы.
В начале 1871 года Мэри Энн возобновила свои отношения с давним любовником, Джозефом Наттрассом. В декабре 1871 года Фредерик Коттон умирает, оставив супруге трехэтажный дом, а Наттрасс становится квартирантом Мэри Энн. Сама же она устраивается сиделкой к состоятельному чиновнику Джону Куик-Маннингу, поправляющемуся после оспы. Отношения с пациентом вскоре перешли в любовные и Мэри Энн забеременела от Куик-Маннинга, однако браку препятствовали Джон Наттрассон, двое пасынков и собственный годовалый сын. Сначала в марте 1872 года умирает Фредерик-младший, за ним — Роберт, а после — Наттрасс. Мэри Энн осталась с одним пасынком, Чарльзом Эдвардом Коттоном.

### Убийство Чарльза Коттона и арест
Известно, что в конце весны 1872 года Мэри Энн послала мальчика в аптеку за мышьяком, однако аптекарь отказался продать несовершеннолетнему мышьяк. Тогда Мэри Энн попросила соседа купить препарат. В июле Чарльз умер от желудочной лихорадки. На этот раз смерть совершенно здорового ребенка вызвала подозрение. Томас Рилей, младший правительственный чиновник, вспомнил, что незадолго до смерти мальчика Мэри Энн консультировалась о возможности нового брака и обмолвилась, что Чарльз не будет создавать проблем, так как «скоро отойдет, как и остальные Коттоны». Рилей отметил, что ребенок был полностью здоров, и очень удивился, когда несколько дней спустя узнал о его смерти. Рилей отправился к доктору, который регулярно осматривал Чарльза, и убедил произвести экспертизу для подтверждения первоначального диагноза. Доктор прислушался, однако поверхностная проверка не выявила признаков насильственной смерти. Однако доктор сохранил ткани органов Чарльза и исследовал их в лаборатории, где и были выявлены следы мышьяка. Врач обратился в полицию, и Мэри Энн была арестована. Однако суд пришлось отложить, поскольку женщина была снова беременна, по всей видимости, от Куик-Маннинга.
Одновременно к делу было привлечено внимание прессы, Мэри Энн, до того часто менявшая фамилии и места жительства, оказалась в центре общественного внимания. Количество смертей, сопровождавшее ее жизненный путь, вызвало подозрения в ее адрес, поползли слухи, напугавшие несостоявшегося жениха — Куик-Маннинга. Тела Чарльза Коттона и Джозефа Наттрасса были эксгумированы, в тканях был обнаружен мышьяк.

### Суд и казнь
Суд отказался судить Мэри Энн за преступления, которые было бы сложно доказать ввиду давности лет, поэтому официально ей было предъявлено обвинение лишь по одному эпизоду — убийству Чарльза Эдварда Коттона. На суде Мэри Энн до последнего отрицала свою причастность и ссылалась на то, что причиной смерти Чарльза могли стать зеленые обои в доме его отца. Действительно, яркий зеленый цвет текстиля и обоев в викторианскую эпоху достигался за счет добавления в краситель мышьяка и случаи смерти детей от вдыхания паров или при случайном облизывании зеленых обоев, были зафиксированы в газетах того времени. По сути, мышьяк широко использовался в быту, например, при уборке, и в промышленности, поэтому продавался совершенно свободно. Суд, однако, не счел эти доводы достаточно убедительными.
Против Мэри Энн выступали результаты аутопсии ее пасынка, показания доктора и Томаса Рилея, а также других свидетелей, видевших Мэри Энн за покупкой мышьяка или радующейся полученным страховым выплатам после очередной смерти. Она была признана виновной в убийстве своего пасынка, Чарльза Коттона, и приговорена к смертной казни через повешение.
Мэри Энн Коттон была казнена 24 марта 1873 в городе Дарем. Во время казни палач неверно рассчитал длину веревки, поэтому осужденная умерла не от разрыва шейных позвонков, как это происходит при падении тела с высоты, а от удушения петлей в течение трех минут.

## Список возможных жертв
Список включает в себя близких Мэри Энн Коттон, которые умирали в разное время от желудочной лихорадки или иных проблем с желудком. Список включает 21 человека; большинство исследователей предполагает, что все они или большинство были жертвами Мэри Энн.
| Имя                             | Возраст     | Отношение                                      | Дата смерти   |
| ------------------------------- | ----------- | ---------------------------------------------- | ------------- |
| Четверо неназванных детей       | до двух лет | Дети Мэри Энн от первого мужа, Уильяма Моубрея | 1852—1856     |
| Маргарет Джейн Моубрей          | 3           | Дочь                                           | июнь 1860     |
| Джон Роберт Уильям Моубрей      | 1           | Сын                                            | сентябрь 1864 |
| Уильям Моубрей                  | 39          | Первый муж                                     | январь 1865   |
| Маргарет Джейн Моубрей (вторая) | 3           | Дочь                                           | апрель 1865   |
| Джордж Вард                     | 33          | Второй муж                                     | октябрь 1866  |
| Джон Робинсон                   | 10 мес.     | Сын будущего третьего мужа Мэри Энн            | декабрь 1866  |
| Маргарет Скотт                  | 54          | Мать                                           | март 1867     |
| Джеймс Робинсон-мл.             | 6           | Пасынок                                        | апрель 1867   |
| Элизабет Робинсон               | 8           | Падчерица                                      | апрель 1867   |
| Изабелла Джейн Моубрей          | 9           | Дочь                                           | апрель 1867   |
| Мэри Изабелла Робинсон          | 3 мес.      | Дочь                                           | март 1868     |
| Маргарет Коттон                 | 38          | Подруга, сестра будущего мужа                  | март 1870     |
| Фредерик Коттон-ст.             | 42          | Четвертый муж                                  | декабрь 1871  |
| Фредерик Коттон-мл.             | 10          | Пасынок                                        | март 1872     |
| Роберт Коттон                   | 1           | Сын                                            | март 1872     |
| Джозеф Наттрасс                 | 35          | Любовник                                       | апрель 1872   |
| Чарльз Эдвард Коттон            | 7           | Пасынок                                        | июль 1872     |

## В культуре
- Народная память о Мэри Энн Коттон отразилась в детской считалочке:

| Mary Ann Cotton, she’s dead and she’s rotten Lying in bed with her eyes wide open. Sing, sing, oh what should I sing? Mary Ann Cotton, she’s tied up with string. Where, where? Up in the air. Selling black puddings, a penny a pair. | Мэри Энн Коттон— Она мертва, и она отвратительна! Она лежит в своей кровати С широко открытыми глазами. Пойте, пойте! «О, что я могу спеть? Мэри Энн Коттон, она связана верёвкой». Где, где? «В небе — продаёт кровяные колбаски — по пенни за пару». |

- В 2015 году был снят двухсерийный телевизионный фильм Тёмный ангел[5], посвященный Коттон, с Джоан Фроггатт в главной роли[6][7]. Экранизация была вдохновлена книгой шотландского криминалиста Дэвида Уилсона Mary Ann Cotton: Britain’s First Female Serial Killer[8].